# Вертоника-Лунгофино (Пескара)
Вертоника-Лунгофино (итал. Vertonica-Lungofino) је насеље у Италији у округу Пескара, региону Абруцо.
Према процени из 2011. у насељу је живело 18 становника. Насеље се налази на надморској висини од 36 м.